# XLAG-Syndrom
Das XLAG-Syndrom, Akronym für  X-chromosomale Lissenzephalie mit Anormalität an den Genitalien, ist eine sehr seltene angeborene Erkrankung mit den Hauptmerkmalen Lissenzephalie, Corpus-callosum-Agenesie und Anomalie der Geschlechtsorgane.
Es betrifft nur das männliche Geschlecht.
Synonym: Lissencephaly, X-linked 2; LISX2

## Verbreitung
Die Häufigkeit ist nicht bekannt, etwa 30 Familien sind bislang beschrieben worden. Die Vererbung erfolgt  X-chromosomal.

## Ursache
Der Erkrankung liegen Mutationen im ARX (aristaless-related homeobox)-Gen im X-Chromosom am Genort p21.3 zugrunde.
Weitere Erkrankungen mit Mutationen am ARX-Gen sind:
- Partington-Syndrom
- Proud-Levine-Carpenter-Syndrom[5]
- West-Syndrom

## Klinische Erscheinungen
Klinische Kriterien sind:
- Lissenzephalie mit nur leichter Verdickung der Hirnrinde
- Agenesie des Corpus callosum
- schwere Epilepsie bereits seit dem Neugeborenenalter
- Störungen im Hypothalamus der Regulierung der Körpertemperatur
- intermediäres Genitale mit Mikropenis und Kryptorchismus

## Geschichte
Die Erstbeschreibung stammt aus dem Jahre 1999 durch den US-amerikanischen Kinderarzt William B. Dobyns und Mitarbeiter.